# فضيحة الاعتداء الجنسي في هايتي
ظهرت فضيحة الاعتداءات الجنسية في هايتي عام 2007، عندما اتُهمت قوات حفظ السلام الخاصة بالأمم المتحدة، خاصة قوات حفظ السلام في سيريلانكا، بقيامها باعتداءات جنسية غير اخلاقية، ضمن جرائم أخرى من سوء السلوك الجنسي، خلال بعثة الأمم المتحدة لتحقيق السلام في هايتي. وفي عام 2016 قامت الحكومة السيريلانكية بإعطاء هبه لطفل مولود نتيجة الاعتداء الجنسي، وهو ما أشادت الأمم المتحدة.

## خلفية
في نوفمبر / تشرين الثاني 2007، اتُهم 114 من أعضاء بعثة حفظ السلام التابعة للجيش السريلانكي البالغ عددهم 950 فرداً في هايتي بسوء السلوك الجنسي والاعتداء الجنسي. أعيد 108 عضو، من بينهم 3 ضباط من وحدة حفظ السلام في سريلانكا التي يبلغ عدد أعضائها 950 فردًا، بعد تورطهم في سوء سلوك مزعوم وانتهاك جنسي.
قال مسؤولون في هايتي إن جنود حفظ السلام التابعين للأمم المتحدة من سريلانكا الذين اتهموا بارتكاب جرائم جنسية في عام 2007 قاموا حتى باغتصاب أطفال لا تتجاوز أعمارهم 7 سنوات. أصدرت الأمم المتحدة تقريراً صافع تتهم فيه الكتيبة السريلانكية  ببناء بيت للدعارة في مارتيسانت، في بورت أو برنس متهمة إياها بالاستغلال الجنسي المنهجي والاعتداء الجنسي على القاصرين والدعارة والاغتصاب. «في مقابل الجنس، تلقى الأطفال مبالغ صغيرة من المال والطعام وأحيانًا الهواتف المحمولة»، وفقًا لمكتب خدمات الرقابة الداخلية، وهو  ذراع التحقيق التابع للأمم المتحدة.

## التحقيقات وردود الفعل
بعد التحقيق في القضية التي عمل عليها مكتب خدمات الرقابة الداخلية التابع للأمم المتحدة (OIOS)، «كانت أعمال الاستغلال الجنسي والاعتداء الجنسي (ضد الأطفال) متكررة وحدثت عادة في الليل، وفي كل مكان تقريباً تم فيه نشر أفراد الوحدات». يساعد مكتب خدمات الرقابة الداخلية في الإجراءات القانونية  التي بدأتها الحكومة السريلانكية، وقال إن التهم ينبغي أن تشمل الاغتصاب القانوني «لأنه يشمل الأطفال دون سن 18 عامًا».
ووجهت تهم الاستغلال الجنسي ضد 114 من أفراد القوات المسلحة السريلانكية الذين كانوا يعملون كقوات لحفظ السلام في بعثة الأمم المتحدة لتحقيق الاستقرار في هايتي. وكانوا جزءًا من وحدة سريلانكية أكبر من 950 فردًا في الدولة الكاريبية المضطربة سياسياً. تمت إعادة جميع القوات البالغ عددها 114 جنديًا بحلول 2007 نوفمبر / تشرين الثاني «لأسباب تأديبية». تمت عملية العودة إلى الوطن، التي وصفت بأنها واحدة من أكبر عمليات انسحاب الجنود من مهمة حفظ السلام التابعة للأمم المتحدة، بالتعاون الوثيق مع الحكومة السريلانكية. تم سحب ثلاثة ضباط، وهم المقدم اللفتنانت كولونيل واثنين من كبار قادة الشركة، لعدم ممارسة مسؤوليات القيادة وفقًا للمعايير والمقاييس العسكرية.
قالت المتحدثة باسم الأمم المتحدة ميشيل مونتاس: «الأمم المتحدة والحكومة السريلانكية تأسفان بشدة لأي استغلال جنسي وإيذاء حدث». يزعم المسؤولون السريلانكيون أنه لا يوجد دليل ملموس على هذه القضية.
الناشطة الهايتية الشهيرة إيزيلي دانتو تزعم:
إذا تم معاقبة أكثر من عشرة من أفراد حفظ السلام التابعين للأمم المتحدة على الإيذاء الجنسي والاغتصاب، فإن هذا يعني، على سبيل المثال، أن معظم الجنود السريلانكيين الـ 114 الذين تم ترحيلهم إلى سريلانكا من هايتي عام 2007 بسبب الاعتداء الجنسي والاغتصاب في هايتي لم يعاقبوا.
في مارس 2013، غادرت مجموعة جديدة من 400 جندي من فوج سينها التابع للجيش السريلانكي إلى هايتي كجزء من مهمة الأمم المتحدة لحفظ السلام.